# Amatersko prvenstvo Francije 1950
Amatersko prvenstvo Francije 1950 v tenisu.

## Moški posamično
Budge Patty :  Jaroslav Drobný 6-1, 6-2, 3-6, 5-7, 7-5

## Ženske posamično
Doris Hart :  Patricia Todd 6-4, 4-6, 6-2

## Moške dvojice
Bill Talbert /  Tony Trabert :  Jaroslav Drobný /  Eric Sturgess  6–2, 1–6, 10–8, 6–2

## Ženske dvojice
Doris Hart /  Shirley Fry :  Louise Brough /  Margaret Osborne duPont 1–6, 7–5, 6–2

## Mešane dvojice
Barbara Scofield /  Enrique Morea :  Patricia Todd /  Bill Talbert  b.b.